# Wyrębiny
Wyrębiny – część miasta Opole w województwie opolskim, w powiecie opolskim. Do 1 stycznia 2017 roku oddzielna osada położona w gminie Dąbrowa.
W latach 1950–1975 miejscowość należała administracyjnie do województwa opolskiego, w latach 1975–1998 do tzw. „małego” województwa opolskiego.
W miejscowości nie ma zabudowy
Od końca XVIII w. wieś posiadała własną pieczęć gminną, na której wizerunku przedstawiono trzy kłosy zboża, nad nimi napis FAW.